# كنيسة الروم الأرثوذكس
يشير اسم كنيسة الروم الأرثوذكس أو الكنيسة الأرثوذكسية اليونانية (باليونانية: Ἑλληνορθόδοξη Ἐκκλησία ، Ellinorthódoxi Ekklisía)‏ إلى معانٍ عديدة، بالمعنى الواسع يدلّ على كامل الكنيسة الأرثوذكسية الخلقيدونية، وبالمعنى الضيق على مجموعة من الكنائس الأرثوذكسية الشرقية التي تُجرى طقوسها أو كانت تُجرى تقليديًا باللغة اليونانية، وهي اللغة الأصلية للترجمة السبعينية والعهد الجديد. أما بالمعنى الثالث تدلّ فقط على كنيسة اليونان الوطنية الحالية. يعود تاريخها وتقاليدها ولاهوتها إلى آباء الكنيسة الأوائل وثقافة الإمبراطورية البيزنطية. ركّزت كنيسة الروم الأرثوذكس على تقاليد الرهبنة الأرثوذكسية الشرقية ولاهوت الزهد، ومنحتها مكانة عالية، وتعود أصولها إلى المسيحية المبكرة في الشرق الأدنى وفي الأناضول البيزنطية.
تاريخيًا، استُخدمَ مصطلح «اليونانيين الأرثوذكس» أو «الروم الأرثوذكس» لوصف جميع الكنائس الأرثوذكسية الشرقية بوجه عام، حيث أشارت عبارة «اليونانية» إلى تراث الإمبراطورية البيزنطية. خلال القرون الثمانية الأولى من التاريخ المسيحي، حدثت معظم التطورات الفكرية والثقافية والاجتماعية الرئيسية في الكنيسة المسيحية داخل الإمبراطورية أو في نطاق نفوذها، حيث انتشرت اللغة اليونانية على نطاق واسع وأصبحت لغة محكية واستُخدمت في معظم الكتابات اللاهوتية. بمرور الوقت، تم تبني معظم أجزاء الطقوس والتقاليد والممارسات الخاصة بكنيسة القسطنطينية من قبل الجميع، ولا تزال هذه الأجزاء توفر الأنماط الأساسية للأرثوذكسية المعاصرة. وهكذا أصبحت الكنيسة الشرقية تسمى أرثوذكسية «رومية» أو «يونانية» بنفس الطريقة التي تُدعى بها الكنيسة الغربية كاثوليكية «رومانية». لاحقًا، تخلّى السلافيون وعدة كنائس أرثوذكسية أخرى عن التسمية «اليونانية» الأخرى بعد صحوة شعوبهم الوطنية منذ القرن العاشر الميلادي. وهكذا، في أوائل القرن الحادي والعشرين، بوجه عام، دُعيَت فقط تلك الكنائس التي ترتبط ارتباطًا وثيقًا بالثقافة اليونانية أو البيزنطية بأنها «كنائس الروم الأرثوذكس».

## ملخص

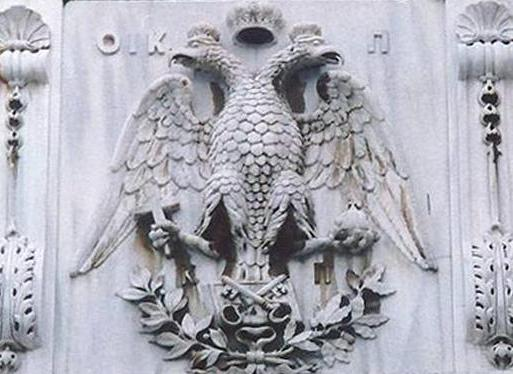
الشعار

تنحدر كنائس الروم الأرثوذكس من الكنائس التي أسسها الرسل في البلقان والشرق الأوسط خلال القرن الأول الميلادي، بالإضافة إلى تقاليد مُصانة تعود للكنيسة القديمة. ليس للكنائس الأرثوذكسية، على عكس الكنيسة الكاثوليكية، حبر أعظم أو أسقف، وتؤمن بأن المسيح هو رأس الكنيسة. ومع ذلك، فإن كل واحدة منه تلك الكنائس تحكمها لجنة من الأساقفة، تسمى المجمع المقدس، يكون فيه أسقف مركزي واحد يحمل اللقب الفخري «الأول بين المتساوين».
تتحد كنائس الروم الأرثوذكس في شركة مع بعضها البعض، وكذلك مع الكنائس الأرثوذكسية الشرقية الأخرى. يمتلك الأرثوذكس الشرقيون عقيدة مشتركة وشكلًا مشتركًا للعبادة، ولا يعتبرون أنفسهم كنائس منفصلة بل وحدات إدارية لكنيسة واحدة. هم معروفون بتقاليدهم الواسعة في الأيقونات (انظر أيضًا: الفن البيزنطي)، وبتبجيلهم لوالدة الإله والقديسين، واستخدامهم للقداس الإلهي في أيام الآحاد، وهي خدمة عبادة موحدة يعود تاريخها إلى القرن الرابع الميلادي في شكله الحالي. كتب القديس يوحنا ذهبي الفم (347-407 م) القداس الإلهي الأكثر شيوعًا في الكنيسة الأرثوذكسية، وتُنسب بعض القداسات الأخرى إلى القديس باسيليوس قيصرية، القديس يعقوب البار والقديس غريغوري الأول.
تغطي المنطقة الحالية لكنيسة الروم الأرثوذكس بشكل أو بآخر مناطق البلقان والأناضول وشرق البحر الأبيض المتوسط التي كانت جزءًا من الإمبراطورية البيزنطية. يعيش غالبية المسيحيين الروم الأرثوذكس داخل اليونان وأماكن أخرى في جنوب البلقان بما في ذلك ألبانيا، وكذلك في الأردن والأراضي الفلسطينية والعراق وسوريا ولبنان وقبرص والأناضول والجزء الأوروبي من تركيا وجنوب القوقاز. بالإضافة إلى ذلك، وبسبب الشتات اليوناني الكبير، هناك العديد من المسيحيين الروم الأرثوذكس الذين يعيشون في أمريكا الشمالية وأستراليا. ويشكل المسيحيون الأرثوذكس في فنلندا حوالي 1% من السكان، وهم أيضًا من الروم الأرثوذكس ويتبعون بطريركية القسطنطينية المسكونية.
هناك أيضًا العديد من المسيحيين الروم الأرثوذكس الذين تعود أصولهم إلى الفترتين البيزنطية والعثمانية، وهم من أصول عربية أو مختلطة بين اليونانية والعربية ويعيشون في جنوب تركيا وإسرائيل وفلسطين والعراق وسوريا ولبنان والأردن، ومصر. يحضرون الكنائس التي تؤدي خدماتهم باللغة العربية، وهي اللغة المشتركة لمعظم المؤمنين الروم الأرثوذكس في بلاد الشام، مع الحفاظ في نفس الوقت على عناصر من التقاليد الثقافية اليونانية البيزنطية.
غالبًا ما يعتبر اليونانيون في روسيا وأوكرانيا، وكذلك اليونانيون البنطيون والمنحدرين من منطقة القوقاز الروسية السابقة، أنفسهم أرثوذكس يونانيين وأرثوذكس روسيين، وذلك يتوافق مع العقيدة الأرثوذكسية (لأن الأرثوذكسية عابرة للحدود العرقية). وبالتالي، يمكنهم حضور الصلوات التي تُقام باللغتين السلافية الشرقية القديمة والسلافونية الكنسية القديمة، دون أن يؤدي ذلك بأي شكل من الأشكال إلى تقويض إيمانهم الأرثوذكسي أو هويتهم العرقية اليونانية المميزة. على مر القرون، اختلطت هذه المجتمعات الرومية الأرثوذكسية الناطقة باليونانية من خلال الزواج المختلط بدرجات متفاوتة مع الروس وغيرهم من المسيحيين الأرثوذكس من جنوب روسيا بشكل رئيسي، حيث استقر معظمهم بين العصور الوسطى وأوائل القرن التاسع عشر.

## الكنائس
الكنائس التي ينطبق عليها مصطلح الروم الأرثوذكس هي:
- البطريركيات الأربع القديمة:
  - بطريركية القسطنطينية المسكونية[25] برئاسة بطريرك القسطنطينية المسكوني، الذي يُعتبر الأول بين المتساوين في الكنيسة الأرثوذكسية الشرقية.
    - أبرشية كريت شبه المستقلة
    - أبرشية الروم الأرثوذكس في ثياتيرا وبريطانيا العظمى [26]
    - أبرشية الروم الأرثوذكس في إيطاليا ومالطا [27]
    - أبرشية الروم الأرثوذكس في أمريكا [28]
    - أبرشية الروم الأرثوذكس في أستراليا [29]

  - بطريركية الإسكندرية للروم الأرثوذكس[30]
  - بطريركية أنطاكية وسائر المشرق للروم الأرثوذكس[31]
  - كنيسة الروم الأرثوذكس في القدس[32]
    - كنيسة جبل سيناء المستقلة[33]
- ثلاث كنائس مستقلة:
  - الكنيسة اليونانية[34]
  - الكنيسة القبرصية الأرثوذكسية[35][36][37]
  - الكنيسة الألبانية الأرثوذكسية[38] المعروفة أيضًا باسم «كنيسة ألبانيا اليونانية الأرثوذكسية» أو «كنيسة ألبانيا» [39][40] منذ انهيار النظام الستاليني السابق على يد رئيس الأساقفة أناستاسيوس، وهو مواطن يوناني. تجري الكنيسة طقوسها الدينية باللغة اليونانية في مناطق ألبانيا التي تسكنها الأقلية اليونانية العرقية، إلى جانب استخدام اللغة الألبانية في جميع أنحاء البلاد.

## الكتاب المقدس الأرثوذكسي اليوناني
الكتاب المقدس الأرثوذكسي اليوناني لا يتحوي على عدد رسمي حيث يحتوي على ما بين 75 و 79 سفر.